# الغارة الجوية على محافظة حجة 2018
في 22 نيسان/أبريل من عام 2018؛ نفّذ التحالف الذي تقوده السعودية في اليمن غارة جوية على حفل زفاف في مديرية بني قيس الطور التابعة لمحافظة حجة في اليمن. اختلفت تقديرات الضحايا بعد الهجوم؛ حيث قدّرت قناة المسيرة المملوكة للحوثيين عدد القتلى بـ 33 مدنيًا على الأقل بما في ذلك العروس، بينما أشارت تقديرات أخرى إلى عددٍ أعلى.

## الهجوم
نفذت طائرات التحالف بقيادة المملكة العربية السعودية هجمتين منفصلتين على اليمن في ذلك اليوم. تسبّبت الضربة الأولى في تفجير مكان حفل الزفاف وسُقوط العشرات من القتلى والجرحى ثم واصلت الطائرات الإماراتية-السعودية التحليق فوق المنطقة فمنعت الطواقم الطبية من تقديم العلاج للضحايا. غالبية الضحايا كانوا من النساء والأطفال حيث تجمّع الكل في أحد الخيام لإعداد حفل الزفاف. ذكر المتحدث الرسمي باسم الحوثيين أن سيارات الإسعاف كانت في البداية غير قادرة على الوصول إلى مكان الحادث بسبب تهديد طائرات «العدوان» التي واصلت التحليق في سماء المنطقة. وفقًا للمسؤولين الحوثيين فإن الضربات الأولى استهدفت جمعًا غفيرًا من الرجال في حين استهدفت الضربات الثانية عدة نساء في حفل زفاف. تسبب الغارة الجوية في مقتل العروس فيما تعرّضَ العريس لكدمات وجروح بسبب الشظايا كما فقدَ بعض الأطفال أطرافهم فيما عانى آخرون من الغمى بسبب الغارة. وفقا لعبد الحكيم الخولاني المتحدث باسم وزارة الصحة: «لقد سقط في هذه الضربات الجوية للتحالف الكثير من الضحايا لذلك سارعنا إلى إنشاء مستشفيات ميدانية بالقرب من موقع الهجمات لتقديم العلاج الضروري للمصابين المدنيين من أجل إنقاذ الأرواح.» وثقت فيديوهات لحظة استهداف طائرات التحالف للحفل كما وثقت أشلاء أجسام أطفال صغار ونساء منتشرة في جميع أنحاء المنطقة فضلا عن صورة صبي صغير يُعانق جسم رجل مات من الضربة.

## ردود الفعل
قال المتحدث باسم الأمم المتحدة «إنّ الأمين أنطونيو غوتيريس يُذكر جميع الأطراف بالتزاماتها بموجب القانون الإنساني الدولي المتعلق بحماية المدنيين والبنية التحتية  أثناء النزاعات المسلحة.» أمّا المتحدث باسم التحالف الذي تقوده المملكة العربية السعودية التي نفذت ابغارة الجوية فقد قال: «نأخذ هذا التقرير على محمل الجد وسنُجري تحقيقا كاملا في جميع التقارير من هذا النوع.» في حين رد المتحدث باسم وزير الخارجية الإيراني بهرام القاسمي على الغارة جوية قائلا: «تصاعد القصف على المناطق السكنية يثبت اليأس وعدم القدرة على الغزاة في تحقيق أهدافها.» وصفت وكالة الأنباء اليمنية - سبأ الضربة الجوية «بالإبادة الجماعية» و«بالجريمة الجديدة التي تُلطخ وجه السعوديين». بالتزامن مع ذلك نظمت الحملة ضد تجارة الأسلحة التي يقع مقرها في المملكة المتحدة عددًا من التجمعات بعد الحادث وانتقدت حكومة المملكة المتحدة من خلال بيان ذكرت فيه التالي:
| «يدخل اليمن عامه الرابع في هذه الحرب والقصف يزداد سوءا. الآلاف قد قتلوا؛ وسيُقتل الكثير في حالة ما استمرت هذه الحرب. ذكرت تيريزا ماي أنّ المملكة المتحدة تُريد أن تلعب دورا ايجابيا على الساحة العالمية؛ فلماذا لا تزال تعمل على تسليح السعودية؟ ثم لماذا لا تزال تدعمها في كل هذه الفظائع؟ حان الوقت بالنسبة لها أن تضع حياة الشعب اليمني فوق مصالح شركات السلاح.» |